# Oberstetten (Erlenmoos)
Oberstetten ist ein Teilort der Gemeinde Erlenmoos im oberschwäbischen Landkreis Biberach in Baden-Württemberg. 383 Einwohner leben in 147 Haushalten.

## Lage und Verkehrsanbindung
Der Ort liegt südwestlich des Kernortes Erlenmoos an der Kreisstraße K 7574. Unweit westlich des Ortes fließt die Steinhauser Rottum, östlich verläuft die Landesstraße L 301 und nördlich die B 312.

## Kulturdenkmale

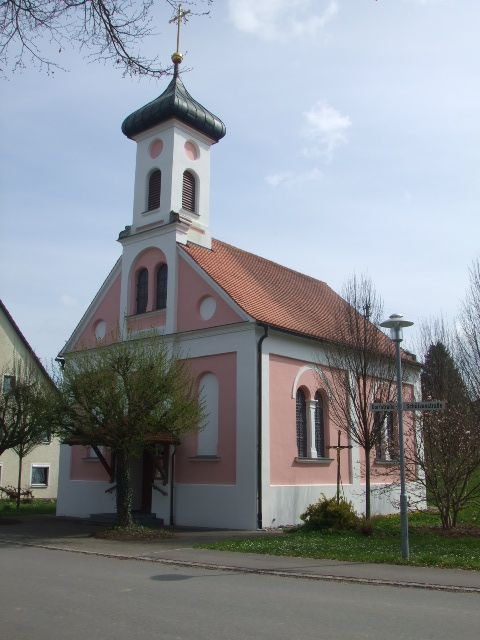
Marienkapelle in Oberstetten (2008)

In der Liste der Kulturdenkmale in Erlenmoos sind für Oberstetten drei Kulturdenkmale aufgeführt:
- Das Bauernhaus (Dorfstr. 21) mit Fachwerk wurde im 17./18. Jahrhundert erbaut.
- Die Marienkapelle (Dorfstr. 31) ist ein Rechteckbau von 1881.
- Das Kruzifix Gässele 3 stammt aus dem 19. Jahrhundert.